# Ozero Mnjuta
Ozero Mnjuta (ryska: Озеро Мнюта) är en sjö i Belarus.   Den ligger i voblasten Vitsebsks voblast, i den norra delen av landet, 150 km norr om huvudstaden Minsk. Ozero Mnjuta ligger 147 meter över havet. Arean är 0,79 kvadratkilometer. Den sträcker sig 1,1 kilometer i nord-sydlig riktning, och 1,3 kilometer i öst-västlig riktning.
Omgivningarna runt Ozero Mnjuta är en mosaik av jordbruksmark och naturlig växtlighet. Runt Ozero Mnjuta är det ganska glesbefolkat, med 27 invånare per kvadratkilometer.